# Waldbaum's Hamlet Cup 1991
Il Waldbaum's Hamlet Cup 1991 è stato un torneo di tennis giocato sul cemento. È stata l'11ª edizione del torneo, che fa parte della categoria World Series nell'ambito dell'ATP Tour 1991. Si è giocato al Hamlet Golf and Country Club di Commack, Long Island, New York negli Stati Uniti dal 19 al 25 agosto 1991.

## Campioni

### Singolare maschile
Ivan Lendl ha battuto in finale  Stefan Edberg con il punteggio di 6–3, 6–2

### Doppio maschile
Eric Jelen /  Carl-Uwe Steeb hanno battuto in finale  Doug Flach /  Diego Nargiso con il punteggio di 0–6, 6–4, 7–6